# Odonthalitus
Genre
Odonthalitus est un genre de lépidoptères (papillons) de la famille des Tortricidae.

## Systématique
Le genre Odonthalitus a été créé en 1991 par l'entomologiste polonais Józef Razowski (1932-).

## Liste des espèces
Selon BioLib (2 novembre 2022) :
- Odonthalitus bisetanus Brown, 2000
- Odonthalitus conservanus Brown, 2000
- Odonthalitus fuscomaculatus Brown, 2000
- Odonthalitus improprius Brown, 2000
- Odonthalitus lacticus Razowski, 1991 - espèce type
- Odonthalitus mexicanus Razowski & Brown, 2004
- Odonthalitus orinomus (Walsingham, 1914)
- Odonthalitus poas Brown, 2000
- Odonthalitus regilla (Walsingham, 1914)
- Odonthalitus viridimontis Brown, 2000

## Publication originale
- (en) Józef Razowski, « On some peculiar Neotropical tortricine genera (Lepidoptera: Tortricidae) », SHILAP revista de lepidopterologia, Espagne, vol. 18, no 71,‎ 1990, p. 209-215 (ISSN 0300-5267).